# Rosine Sori-Coulibaly
Pour les articles homonymes, voir Coulibaly.
Rosine Sori-Coulibaly, née en 1958 est une femme politique burkinabé. Elle est ministre de l'Économie, des Finances et du Développement de 2016 à 2019 et ministre des Affaires étrangères depuis 2021.

## Biographie
Après une déjà longue expérience aux postes de responsabilité sur les plans national et international, elle est pressentie le 6 janvier 2016 pour devenir Première ministre.
Elle est finalement nommée ministre de l'Économie, des Finances et du Développement du gouvernement de Paul Kaba Thiéba le 13 janvier 2016.
Le premier ministre Christophe Dabiré présente sa démission et celle de son gouvernement le 8 décembre 2021. Rosine Sori-Coulibaly est nommée ministre des Affaires étrangères du gouvernement du nouveau premier ministre Lassina Zerbo : elle remplace Alpha Barry.